# 宮古啓三郎

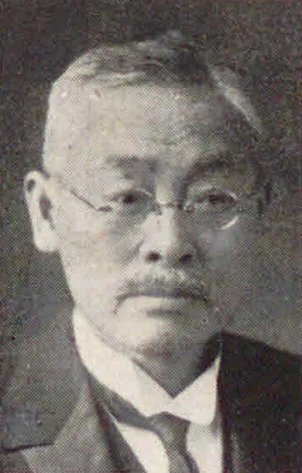
宮古啓三郎

宮古 啓三郎（みやこ けいざぶろう、慶応2年4月8日（1866年5月22日） - 昭和15年（1940年）4月9日）は、日本の衆議院議員（壬寅会→立憲政友会）、弁護士。

## 経歴
常陸国行方郡行方村（現在の茨城県行方市）出身。今泉源兵衛の二男で、縁戚の宮古氏の跡を継いだ。1884年（明治17年）に司法省法学校に入学するが、学制の改正により第一高等中学校に移り、1889年（明治22年）に卒業した。その後、東京帝国大学法科大学に入学し、1892年（明治25年）に卒業した。卒業後は弁護士を開業し、また日本法律学校（日本大学）の講師も務めた。
1902年の第7回衆議院議員総選挙に出馬し、当選。以後、9回の当選回数を数えた。